# Lévinskie Peski
Lévinskie Peski (en rus: Левинские Пески) és un poble (un possiólok) del krai de Krasnoiarsk, a Rússia, que en el cens del 2010 tenia 116 habitants. Pertany al districte de Dudinka.